# Janicea antiguensis
Janicea antiguensis is een garnalensoort uit de familie van de Barbouriidae. De wetenschappelijke naam van de soort is voor het eerst geldig gepubliceerd in 1972 door Chace.